# Џулијета (Ајдахо)
Џулијета (Ајдахо) (енгл. Juliaetta) град је у америчкој савезној држави Ајдахо.

## Демографија
По попису из 2010. године број становника је 579, што је 30 (-4,9%) становника мање него 2000. године.
| Група             | 2000.       | 2010.       |
| Белци             | 586 (96,2%) | 546 (94,3%) |
| Афроамериканци    | 0 (0,0%)    | 1 (0,2%)    |
| Азијати           | 1 (0,2%)    | 0 (0,0%)    |
| Хиспаноамериканци | 5 (0,8%)    | 8 (1,4%)    |
| Укупно            | 609         | 579         |